# 장톄린
장톄린(중국어: 张铁林, 병음: Zhang Tielin, 한자음: 장철림, 1957년 6월 15일 ~ )은 중국 출신으로 중국과 영국에서 활동하는 배우이다.
허베이성 탕산시에서 태어나 1997년 영국 시민권을 취득했다. 중국 드라마 《황제의 딸》에서 건륭제 역으로 출연했다.

## 방송
- 황제의 딸 - 건륭황제 역
- 목계영괘수
- 정관장가
- 의천도룡기 2003
- 철치동아 기효람2
- 영웅지애

## 영화
- 목계영괘수(2012년)
- 전학삼(2011년)
- 백은제국(2009년)
- 요재선생(2000년)
- 신도국구성(2000년) - 구역삼 역
- 황제의 딸 2(1998년) - 건륭 황제 역
- 황제의 딸(1997년) - 건륭 황제 역
- 황비홍 2 - 남아당자강(1992년) - 손문 역